# Дешук, Маргарита
Маргари́та Дешу́к (; род. 18 июля 1990, Минск) — белорусская кёрлингистка.
Играет на позиции первого.
Кандидат в мастера спорта Республики Беларусь.
Член национальных женской и смешанной сборных команд Белоруссии.
Занимается кёрлингом с 2014 года.

## Достижения
- Чемпионат Беларуси по кёрлингу среди смешанных команд: золото (2016, 2019), серебро (2017).
- Чемпионат Беларуси по кёрлингу среди смешанных пар: серебро (2015), бронза (2019, 2020).

## Команды
| Сезон                                               | Четвёртый          | Третий          | Второй              | Первый             | Запасной                                    | Турниры                   |
| --------------------------------------------------- | ------------------ | --------------- | ------------------- | ------------------ | ------------------------------------------- | ------------------------- |
| 2015—16                                             | Алина Павлючик     | Daria Bogatova  | Наталия Свержинская | Арина Свержинская  | Маргарита Дешук тренер: Александр Орлов     | ЧЕ 2015 (гр. C) (4 место) |
| 2016—17                                             | Алина Павлючик     | Сюзанна Ивашина | Арина Свержинская   | Маргарита Дешук    | Наталия Свержинская тренер: Александр Орлов | ЧЕ 2016 (17 место)        |
| 2017—18                                             | Алина Павлючик     | Сюзанна Ивашина | Арина Свержинская   | Маргарита Дешук    | Наталия Свержинская тренер: Александр Орлов | ЧЕ 2017 (20 место)        |
| 2018—19                                             | Алина Павлючик     | Сюзанна Ивашина | Арина Свержинская   | Маргарита Дешук    | Наталия Свержинская тренер: Александр Орлов | ЧЕ 2019 (гр. C)           |
| 2019—20                                             | Алина Павлючик     | Оксана Гертова  | Сюзанна Ивашина     | Маргарита Дешук    | тренер: Александр Орлов                     | ЧЕ 2019 (18 место)        |
| Кёрлинг среди смешанных команд (mixed curling)      |                    |                 |                     |                    |                                             |                           |
| 2015—16                                             | Дмитрий Баркан     | Алина Павлючик  | Андрей Юркевич      | Маргарита Дешук    |                                             | ЧБСК 2016                 |
| 2016—17                                             | Дмитрий Баркан     | Алина Павлючик  | Андрей Юркевич      | Маргарита Дешук    | тренер: Александр Орлов                     | ЧМСК 2016 (27 место)      |
| 2016—17                                             | Алина Павлючик     | Дмитрий Баркан  | Маргарита Дешук     | Андрей Юркевич     |                                             | ЧБСК 2017                 |
| 2017—18                                             | Дмитрий Баркан     | Маргарита Дешук | Виталий Бурмистров  | Алина Павлючик     |                                             | ЧБСК 2018 (5 место)       |
| 2018—19                                             | Алина Павлючик     | Дмитрий Баркан  | Маргарита Дешук     | Виталий Бурмистров |                                             | ЧБСК 2019                 |
| 2019—20                                             | Алина Павлючик     | Дмитрий Баркан  | Маргарита Дешук     | Виталий Бурмистров | тренер: Александр Орлов                     | ЧМСК 2019 (17 место)      |
| Кёрлинг среди смешанных пар (mixed doubles curling) |                    |                 |                     |                    |                                             |                           |
| 2015—16                                             | Алексей Смотрин    | Маргарита Дешук |                     |                    |                                             | ЧБСП 2015                 |
| 2017—18                                             | Алексей Смотрин    | Маргарита Дешук |                     |                    |                                             | ЧБСП 2018 (11 место)      |
| 2018—19                                             | Алексей Смотрин    | Маргарита Дешук |                     |                    |                                             | ЧБСП 2019                 |
| 2020—21                                             | Виталий Бурмистров | Маргарита Дешук |                     |                    |                                             | ЧБСП 2020                 |

(скипы выделены полужирным шрифтом)